# 미하엘 그라이스
미하엘 그라이스(독일어: Michael Greis, 1976년 8월 18일 ~ )는 독일의 은퇴한 바이애슬론 선수이다. 2006년 동계 올림픽에서 금메달 3개를 획득, 쇼트트랙 선수인 대한민국의 안현수, 진선유와 함께 대회 최다관왕에 오른 선수이다.